# Pogonarthria
Pogonarthria  es un género de plantas herbáceas,  perteneciente a la familia de las poáceas. Es originario de Sudáfrica.

## Etimología
El nombre del género deriva del griego pogon (barba) y arthron (conjunta), presumiblemente refiriéndose a las articulaciones peludas. 

## Especies
- Pogonarthria bipinnata
- Pogonarthria brainii
- Pogonarthria falcata
- Pogonarthria fleckii
- Pogonarthria hackelii
- Pogonarthria leiarthra
- Pogonarthria menyharthii
- Pogonarthria orthoclada
- Pogonarthria refracta
- Pogonarthria squarrosa
- Pogonarthria tuberculata